# کائورو اوسانای
کائورو اوسانای (انگلیسی: Kaoru Osanai; ۲۶ ژوئیهٔ ۱۸۸۱ – ۲۵ دسامبر ۱۹۲۸) کارگردان نمایش، نمایشنامه‌نویس اهل ژاپن بود.